# Марк II Константинопольський
Марк II Ксілокарав (грец. Μᾶρκος Β΄ Ξυλοκαράβης , болг. Марк Ксилокарав, мак. Марко Ксилокараф, ? — після 1467) — Вселенський Константинопольський патріарх з 1465 по 1466 рр. У 1467 р. він став архієпископом Охридським, і обіймав цю посаду до своєї смерті.

## Життєпис
Щодо раннього життя Марка, нашим основним джерелом є документ сенату Венеції від 26 червня 1466 року, який наказує венеціанському уряду на Криті не допускати Марка та його батька у випадку, якщо вони спробують знайти притулок на острові. З цього документа такі вчені, як Лоран, роблять висновок, що в червні 1466 року Марк був фактично Патріархом, що він і його сім'я раніше перебували на Криті і що вони виступали проти Східно-Західного союзу церков, створеного у Флорентійській раді та за підтримки Венеційської Республіки.
Марк став митрополитом Адріанопольським у 1464 р., а восени 1465 р. (або на початку 1466 р.) його було обрано Патріархом Константинопольським за підтримки таких світських архонтів, як Великий Хартофілакс Георгій Галесіот і Великий Еклезіарх (тобто Голова ризниці) Мануїл (майбутній патріарх Максим III), а також секретар султана Деметрій Кіріцес. З іншого боку, відомо, що деякі єпископи відмовилися поминати його під час Божественної Літургії, на знак того, що вони не визнають його патріархом, ймовірно, звинувачуючи його в симонії.
Марк зіткнувся головним чином з фракцією, що складалася з шляхтичів колишньої Трапезундської імперії, які були змушені переїхати до Стамбула (Константинополя) після падіння Трапезунду під владу Османів у 1461 році. Ця фракція підтримувала власного кандидата на патріарший престол — майбутнього патріарха Симеона Трапезундського. Симеон досяг успіху в отриманні престолу, подарувавши 2000 монет золота як подарунок уряду Османської імперії, таким чином поклавши початок симонійній практиці, яка позначила історію Константинопольського Патріархату на наступні століття. Однак, згідно з Лораном, який ставить патріархат Марка після Симеона, саме Марк купив патріарший офіс, заплативши 2000 монет золота.
Якою б не була причина, Марка було з приниженням скинуто з престолу, під загрозою побиття камінням восени 1466 або на початку 1467 року. Проте незабаром він був реабілітований і призначений султаном Мехмедом II архієпископом Охридським. Охридське архієпископство було на той час напівавтономним головним релігійним центром Османської Болгарії. Дата смерті Марка невідома.

## Спірна хронологія
Серед вчених немає єдиної думки щодо хронології правління Марка II.
Багато вчених, такі як Кімінас (2009), Рансіман (1985), Грумель (1958)  та єпископ Германос Сардеїсський (1933—1938), а також офіційний веб-сайт Вселенського Патріархату дотримується хронік Доротея Монемвазького і поміщає правління Марка II перед Симеоном I, навіть якщо з деякими дещо іншими припущеннями щодо точних дат правління, однак загалом у діапазоні від 1465 до 1467 років.
Лоран (1968), а за ним Подскальський (1988), вважає, що зіткнення з Симеоном відбулися, коли Марк ще був митрополитом Адріанопольським, і ставить правління Симеона раніше правління Марка. Для порівняння основних пропозицій дивіться Список Патріархів Константинопольських. Лише Лоран припускає другий короткий патріархат Марка після першого правління Діонісія I наприкінці 1471 року.